# Clemaxia gracilis
Clemaxia gracilis är en tvåvingeart som först beskrevs av Friedrich Georg Hendel 1914.  Clemaxia gracilis ingår i släktet Clemaxia och familjen Pyrgotidae.
Artens utbredningsområde är Nigeria. Inga underarter finns listade i Catalogue of Life.